# スーパースター (ピチカート・ファイヴの曲)
「スーパースター」（superstar）は、1994年7月21日にリリースされたピチカート・ファイヴ通算7枚目のシングル。

## 解説
アルバム『オーヴァードーズ』（1994年10月1日リリース）からの先行シングル。
CDシングルとアナログシングルの2形態で発売。

## 収録曲
CD (CODA-463)
1. スーパースターsuperstar
  - 詞／曲：小西康陽
2. フォーチュン・クッキーfortune cookie
  - 詞／曲：小西康陽
3. スーパースターsuperstar (instrumental)
  - 曲：小西康陽

アナログ盤 (COKA-3)
1. スーパースターsuperstar
  - 詞／曲：小西康陽
2. フォーチュン・クッキーfortune cookie
  - 詞／曲：小西康陽

## 収録アルバム
- アルバム『オーヴァードーズ』（1994年10月1日）
- ベスト・アルバム『ピチカート・ファイヴJPN〜Big Hits and Jet Lags 1994-1997』（1997年12月10日）
- ベスト・アルバム『シングルス』（2001年6月21日）

## カヴァー
- 野宮真貴 - セルフカヴァー・アルバム『30 〜Greatest Self Covers & More!!!〜』（2012年）に収録。